# Замок Крижтопор

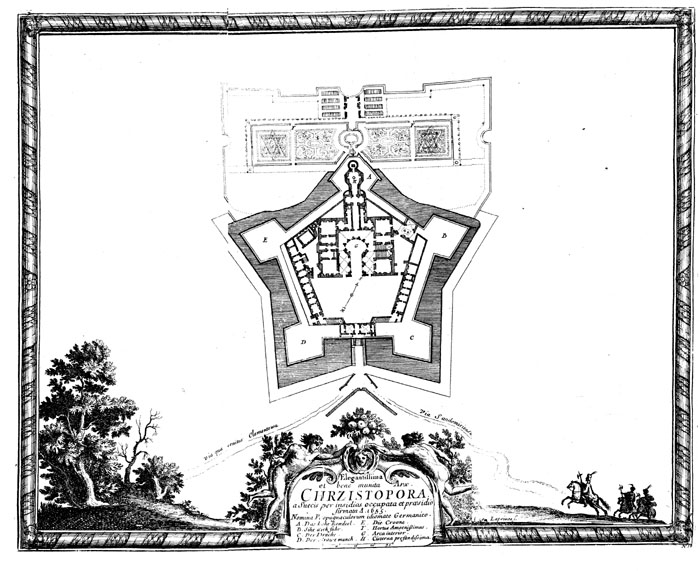
Замок Кшижтопор, поземний план споруд і саду бароко, 1655 р. Гравер Ерік Далберг.

За́мок Кшижтопо́р (пол. Krzyżtopór, Krzysztopór), розташований у Свентокшиському воєводстві — відома пам'ятка архітектури Речі Посполитої доби переходу від маньєризму до раннього бароко, створена в 1631–1644 роках. Назва замку в перекладі  (від пол. krzyż, topór) означає "хрест" і "сокира"

## Замовник і побудова

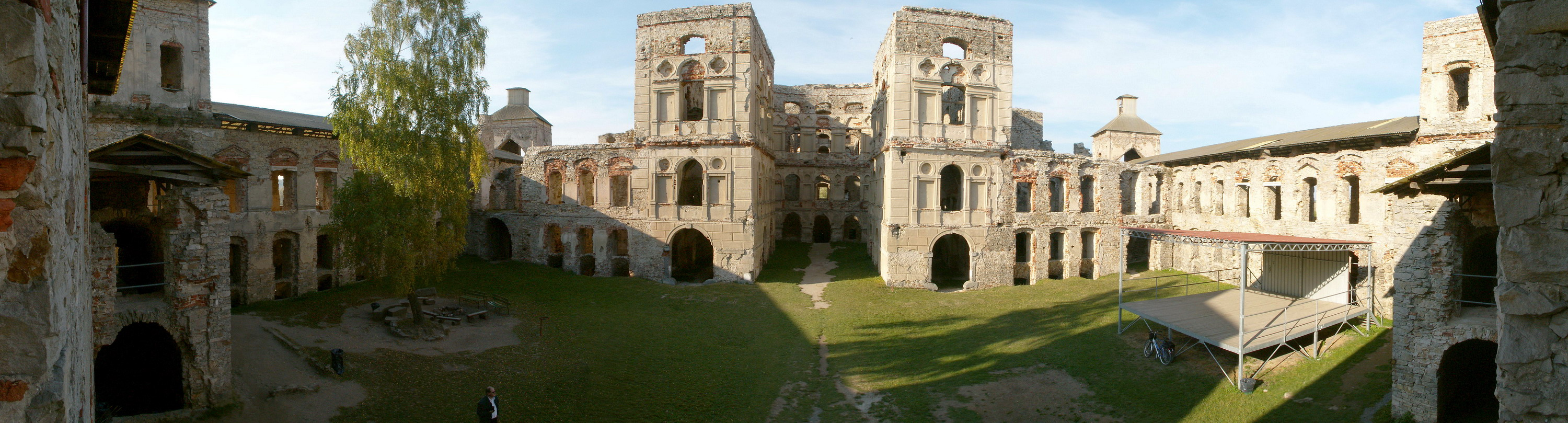
Панорама першого внутрішнього двору від вхідної брами.

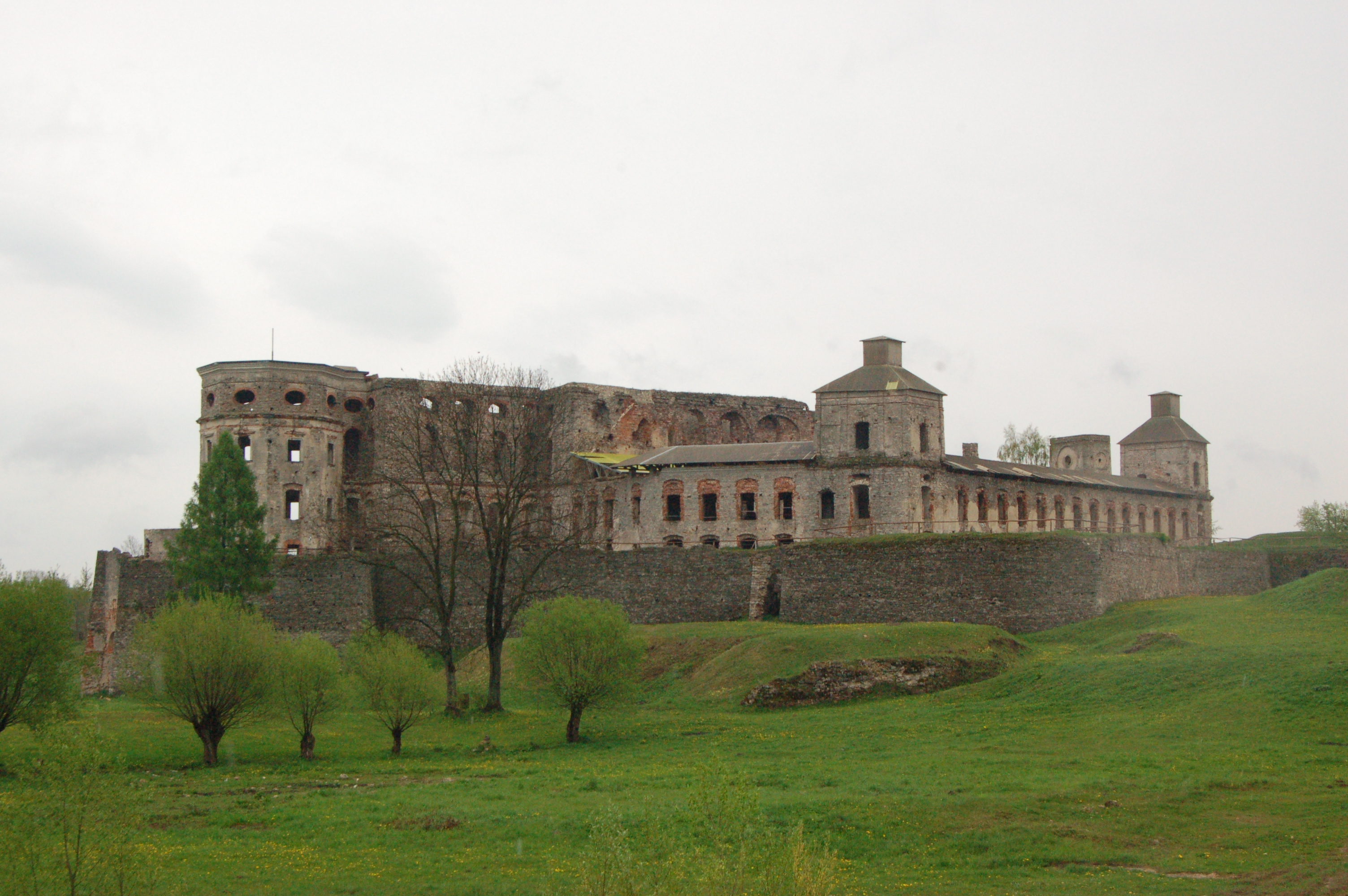

Замовником був тодішній сандомирський воєвода — Кшиштоф Оссолінський (1587–1645). Він отримав село Уязд в 1619 році від батька і вирішив побудувати нову резиденцію. Перші роботи розпочалися 1627 року, але не були закінчені. Фундатор називав замок Кшижтофори (пол. Krzysztofory), що очевидно могло виводитись з його імені (грец. Christophoros). Згодом замок отримав свою назву Кшижтопор, що було поєднанням символу віри Хреста (кшиж — пол. Krzyż) та сокири (топор — пол. Topór) з родового гербу Оссолінських.
Новий етап будівництва розпочався, коли до створення розкішної резиденції володар залучив талановитого архітектора Лоренцо Сенеса, представника першої, багато обдарованої генерації італійських майстрів початку 17 століття, запрошених на роботи в Речі Посполитій. Володар витратив велетенську купу грошей, яку оцінюють в 30 000 000 злотих, і не дуже обмежував творче натхнення архітектора, якого пізніше зарахують до найоригінальніших серед тих, хто працював в 17 столітті. Будівлі створені в стилістиці переходу від маньєризму до раннього бароко.

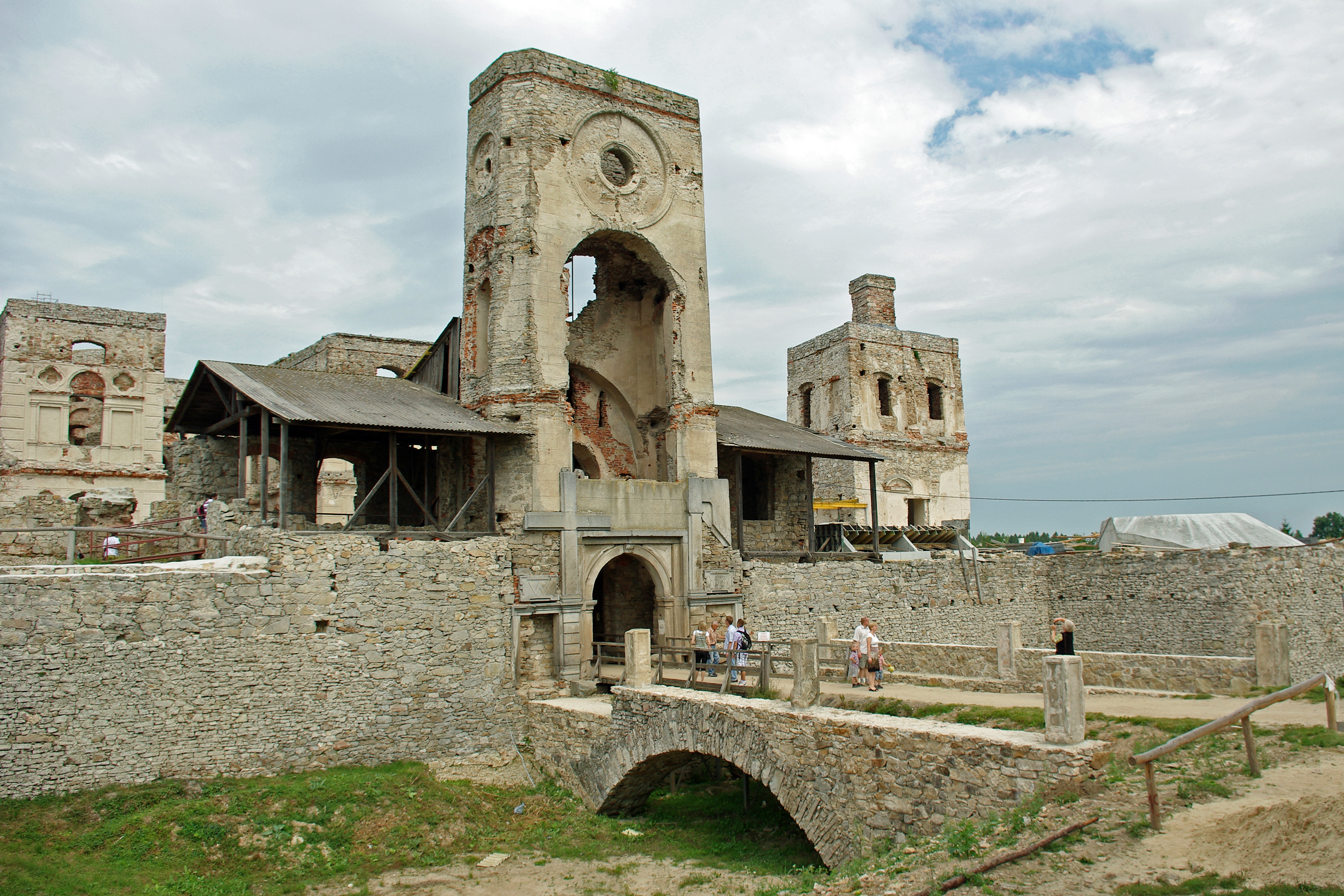
Хрест і Сокира обабіч в'їзної брами замку

Споруда була розповсюдженим тоді зразком палацу на фортеці («palazzo in fortezza»). Серед них — Підгорецький замок Конєцпольського (вибудований в 1635–1640 роках), палац в селі Мурованому Мнішека тощо. В п'ятикутний двір фортеці було артистично вписано чудернацький план палацу з двома внутрішніми дворами — овальним та у вигляді трапеції. Вигадливий за планом палац володаря мав чотири поверхи, службові крила — по два. Як будівельний матеріал використали місцевий камінь і цеглу. Північна ділянка на терасах поза замком була використана для створення регулярного саду. Чотири вежі нової палацової споруди уособлювали чотири пори року, п'ятдесят дві зали — кількість тижнів на рік. Новий палац зберіг рів навколо фортечних мурів і бастіони, на яких стояли гармати. Загальна площа замку — 1,3 гектара, периметр фортечних мурів — сімсот (700) метрів. (Щось подібне мав замок кардинала Олександра Фарнезе в Капраролі, Італія, де п'ятикутна споруда, однак, не мала відкритого назовні двору.) Загальна площа всіх приміщень замку дорівнювала 70 000 квадратних метрів. За розплануванням — це безпрецедентна споруда на теренах Речі Посполитої, водночас оборонна і парадна.
Все це в роки, коли на землях Польщі вже активно працює перша генерація італійських архітекторів — єзуїтів в стилі раннього бароко (Джакомо Бріано, Джованні де Россі, Ян Марія Бернардоні тощо), що працювали переважно в галузі сакральної архітектури.

## Історія побутування
Перший володар помер через рік з закінчення будівельних робіт в розкішній резиденції. Замок отримав у спадок син — Бодуїн Оссолінський. Але він помер 1649 року, не залишивши прямих нащадків. Палац перейшов до родича з родини Калиновських. 1655 року землі й замок захопили вояки Швеції, які грабували замок протягом двох років.
Замок був настільки пошкоджений за два роки, що після відходу шведів його відновлення визнавали занадто важким для кошторису. Відновили для житла лише західне крило замку, де мешкали представники родин Морщин, Вишневецьких, Пац. Головні споруди самого палацу залишались поруйнованими.
1770 року, під час Барської конфедерації, замок здобули та поруйнували вояки Російської імперії, що привело до його повного занепаду. Нових руйнувань замок зазнав в роки другої світової війни.

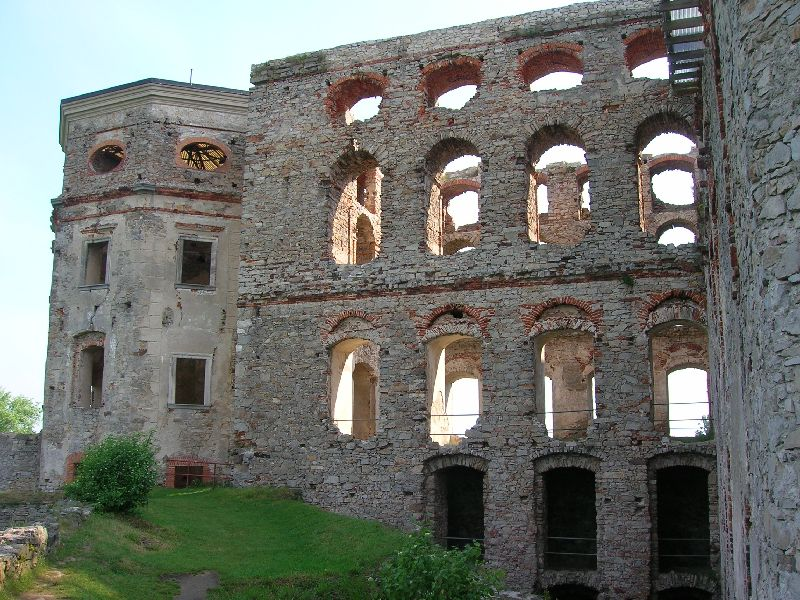

## Невдалі спроби реставрації
В повоєнний період наприкінці 1950-х років справою відбудови унікального на теренах Польщі замку опікувався професор Альфред Маєвський. Він клопотав про дозвіл на відновлення значущої споруди середини 17 століття та отримання від держави відповідних коштів. На хвилі ентузіазму при відновленні поруйнованих Варшави, польських міст і сіл це здавалося не такою вже й важкою справою. Консерваційні й відновлювальні роботи розпочалися, але були припинені. В 1970-ті проект відновлення замку Кшижтопор був наново опрацьований фахівцями Технічного університету міста Краків. Роботи розпочалися на вхідній брамі замку, але на початку 1980-х знову були призупинені.
В листопаді 2005 була заснована Асоціація сприянню відбудови і догляду за замком Кшижтопор. Розпочалися роботи зі створення нової документації щодо відновлення і реставрації замку. Реставрація потребувала на той час 200 000 000 доларів. Але це річний бюджет всього воєводства, що не сприяло відновлювальним роботам. Бажання сприяти відновлювальним роботам виявив і Інститут Собеських. Інститут декларував відновлення хоча б одного історично значущого об'єкта від кожного воєводства. В Опольському воєводстві таким об'єктом міг би бути замок Кшижтопор.

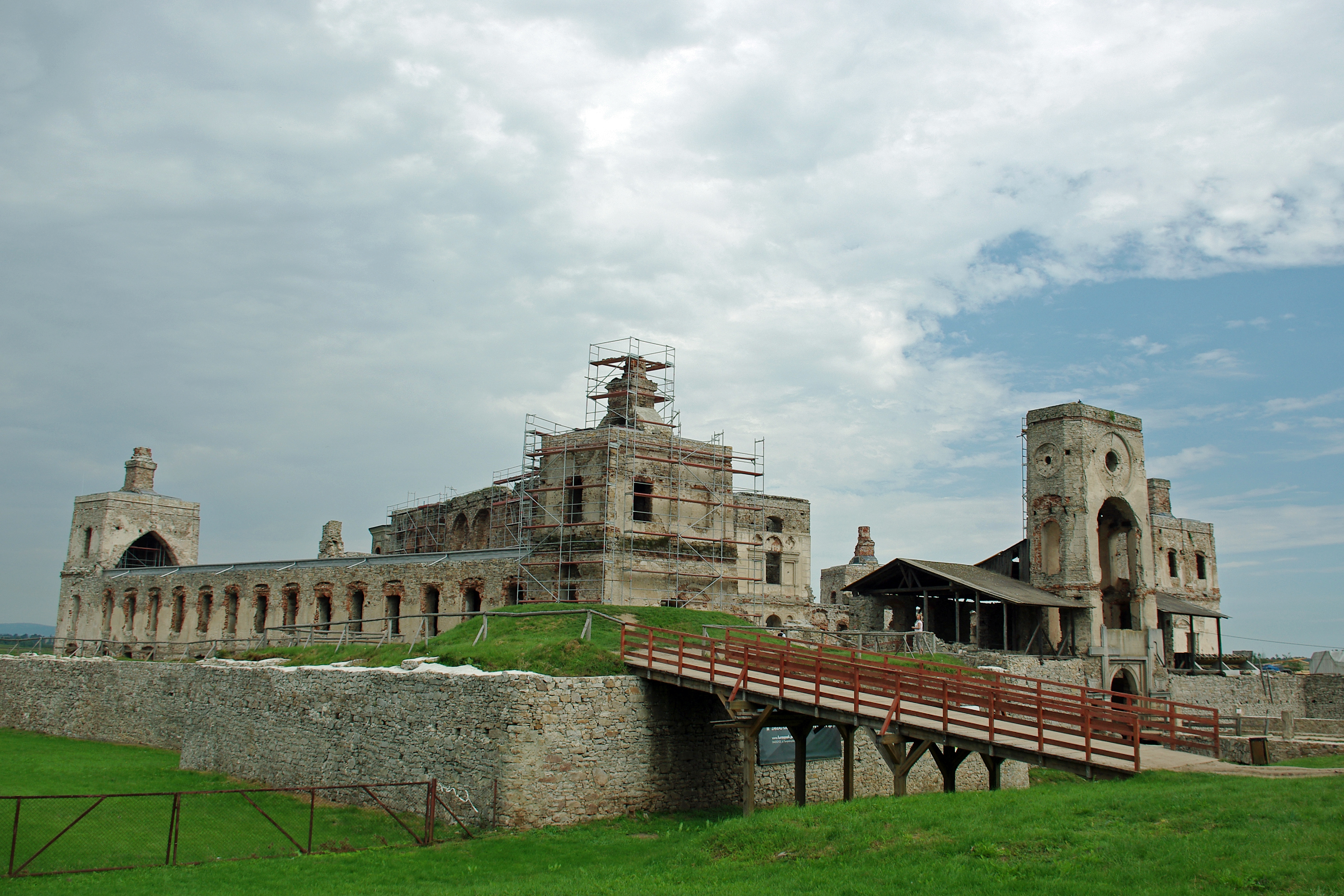

## Галерея

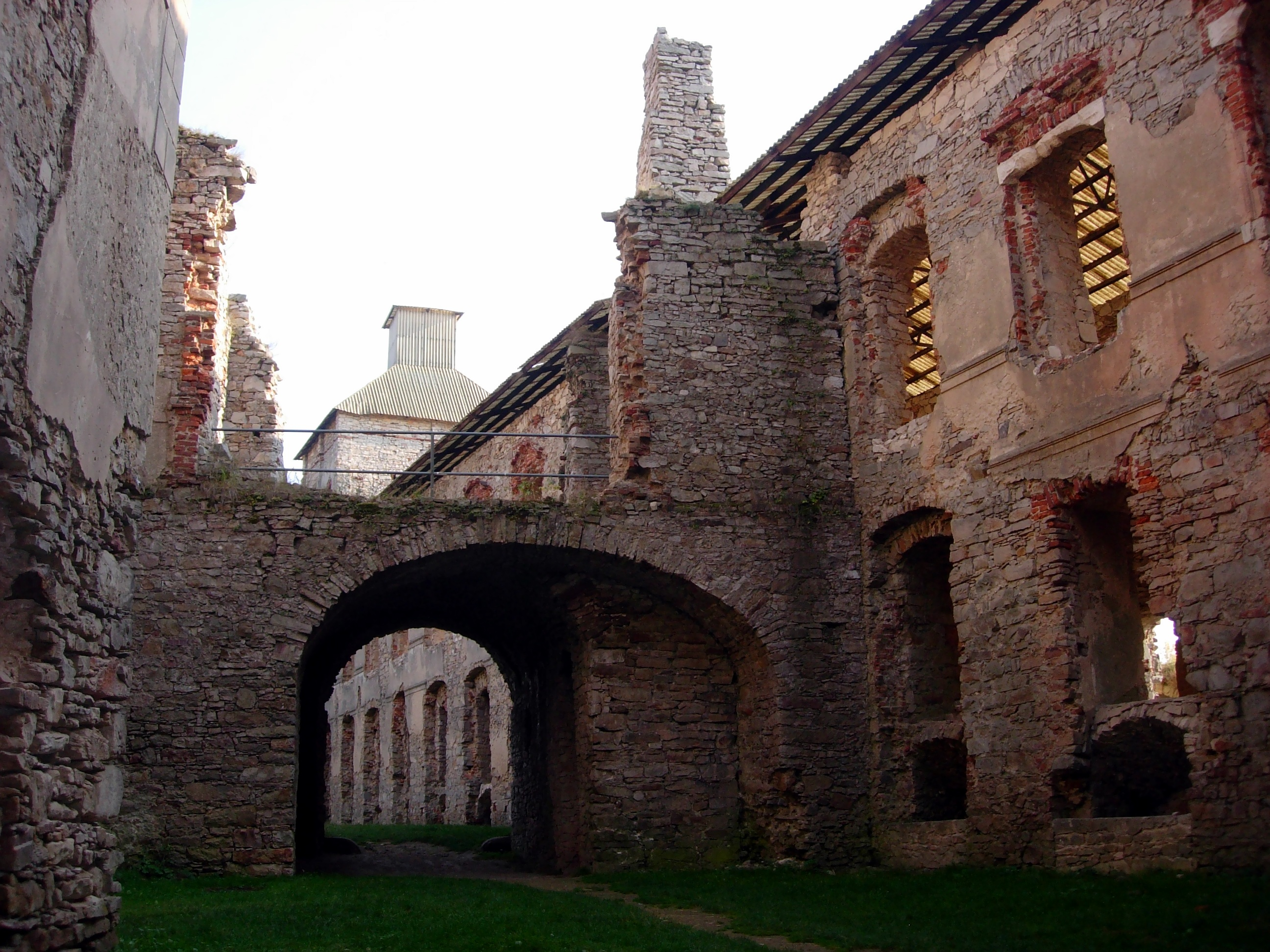
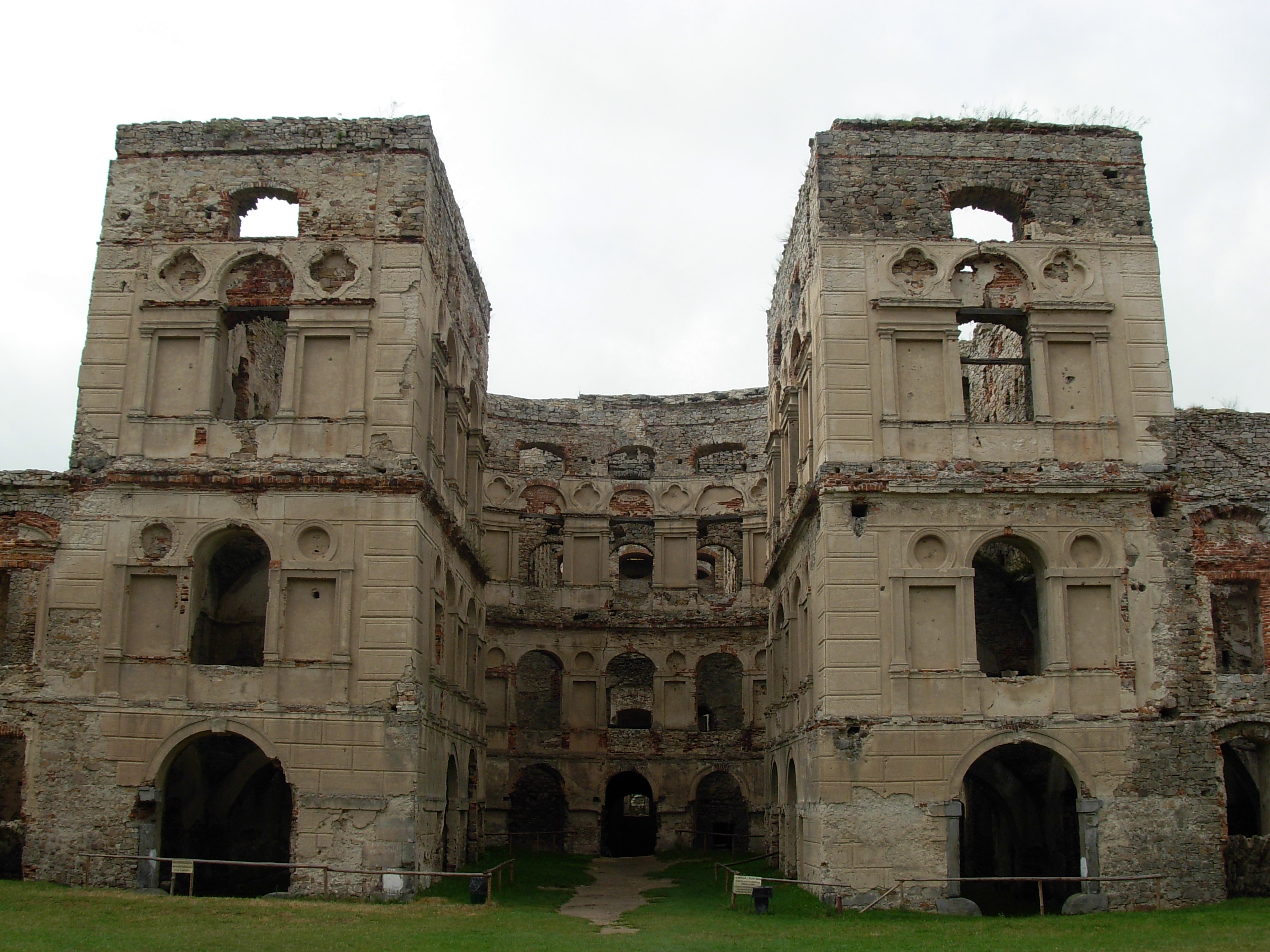
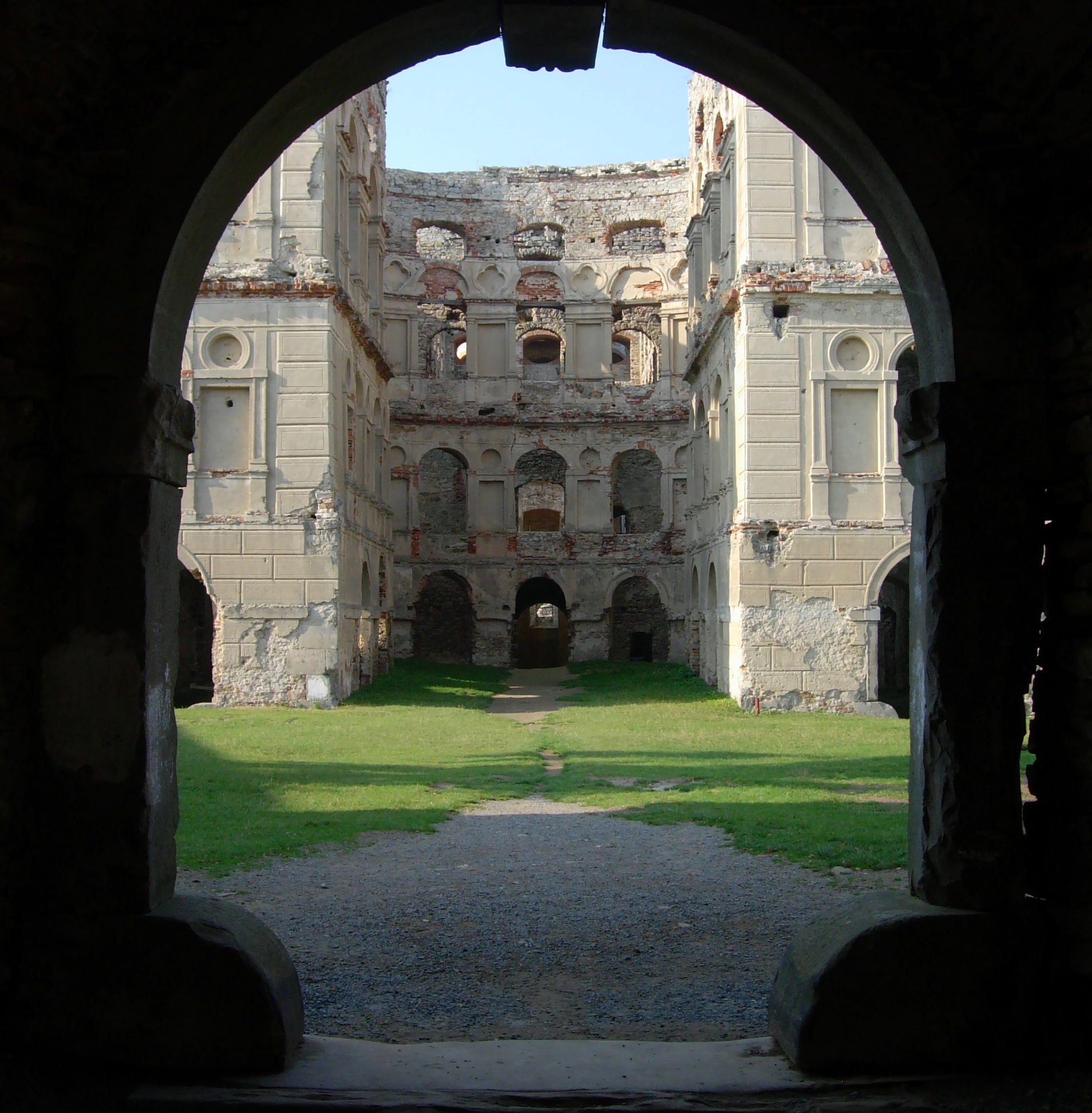
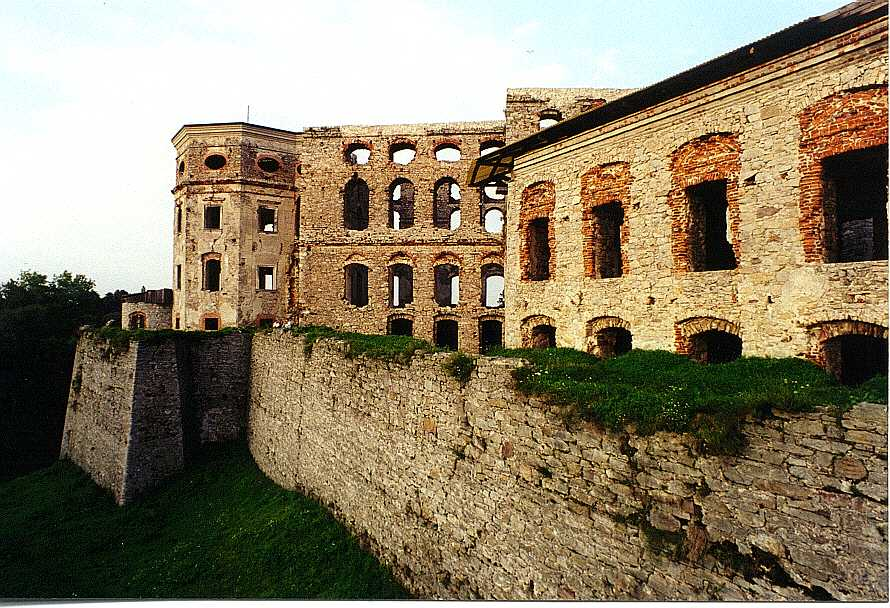
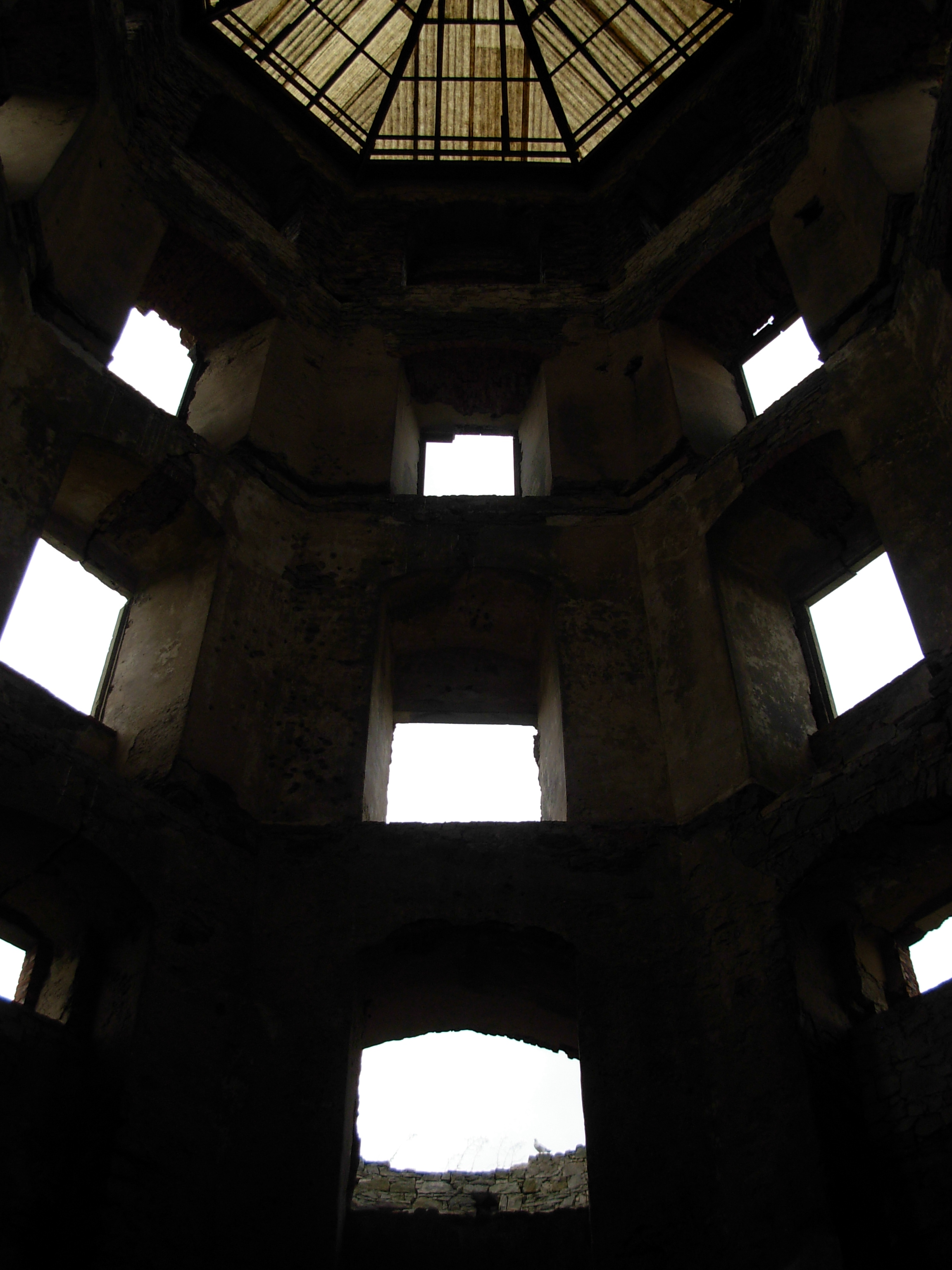
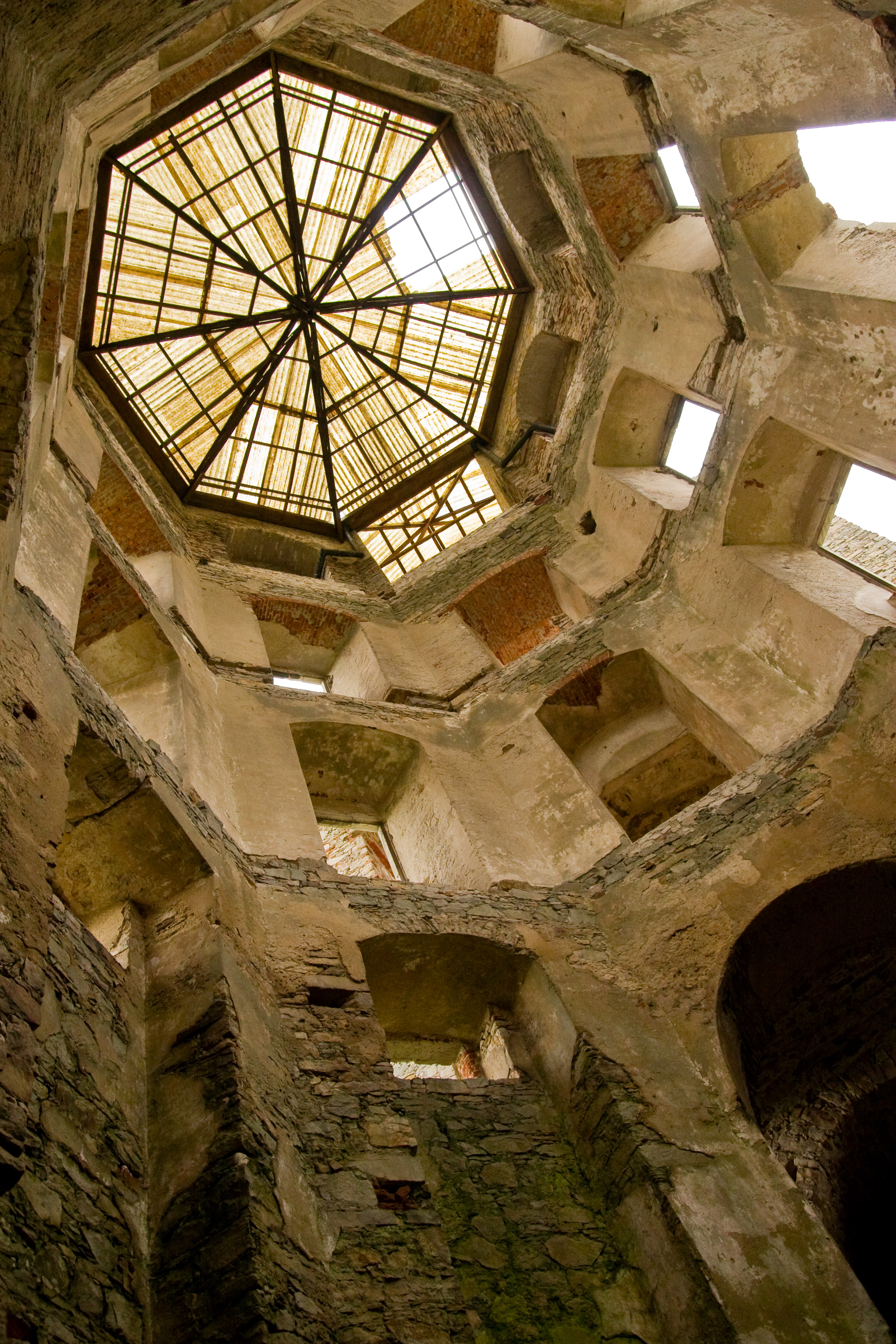
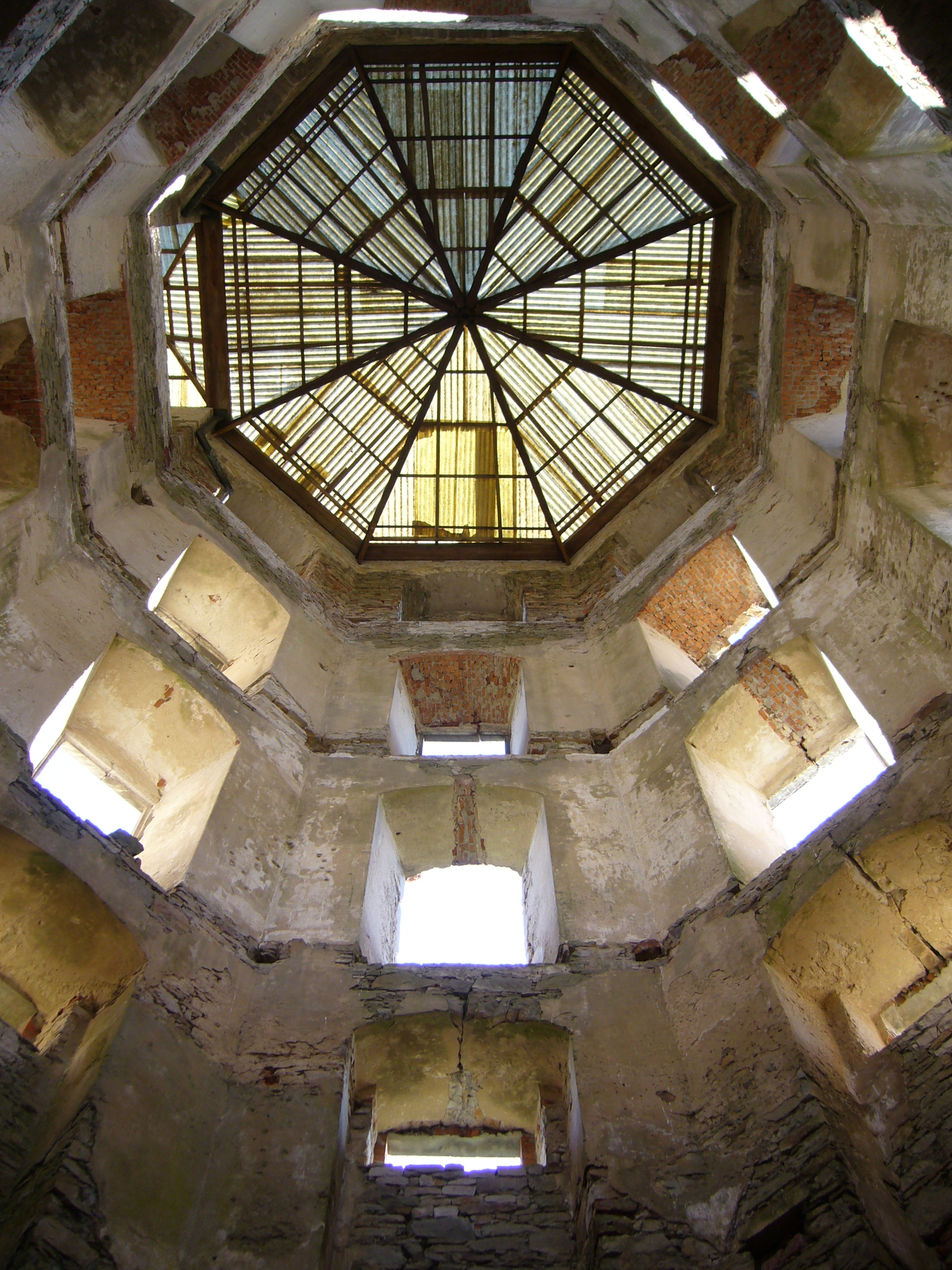
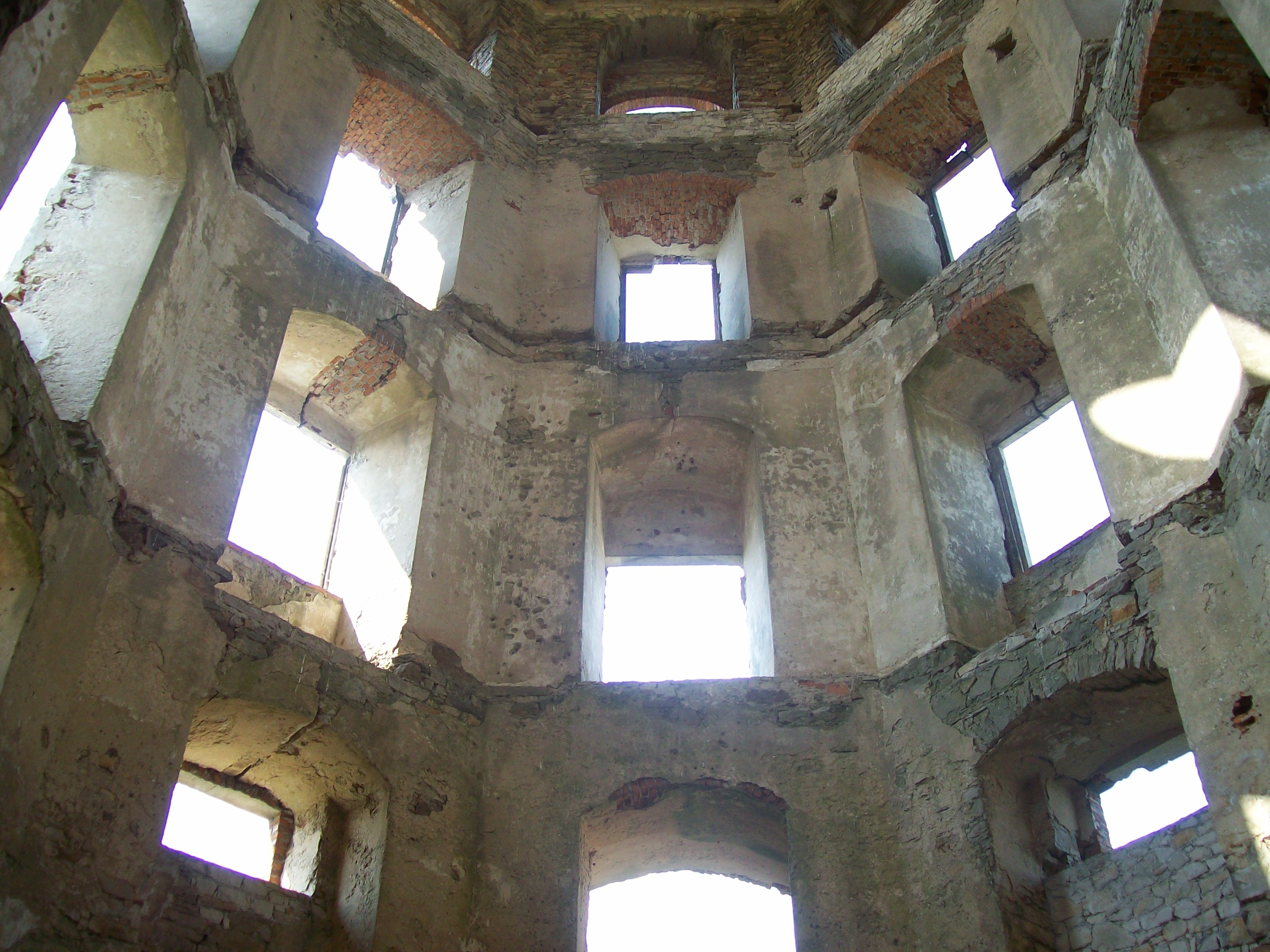
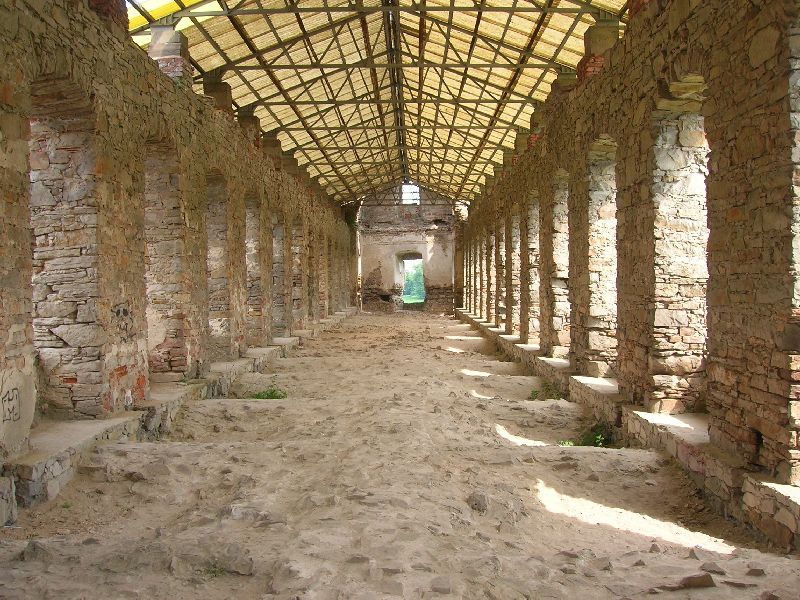
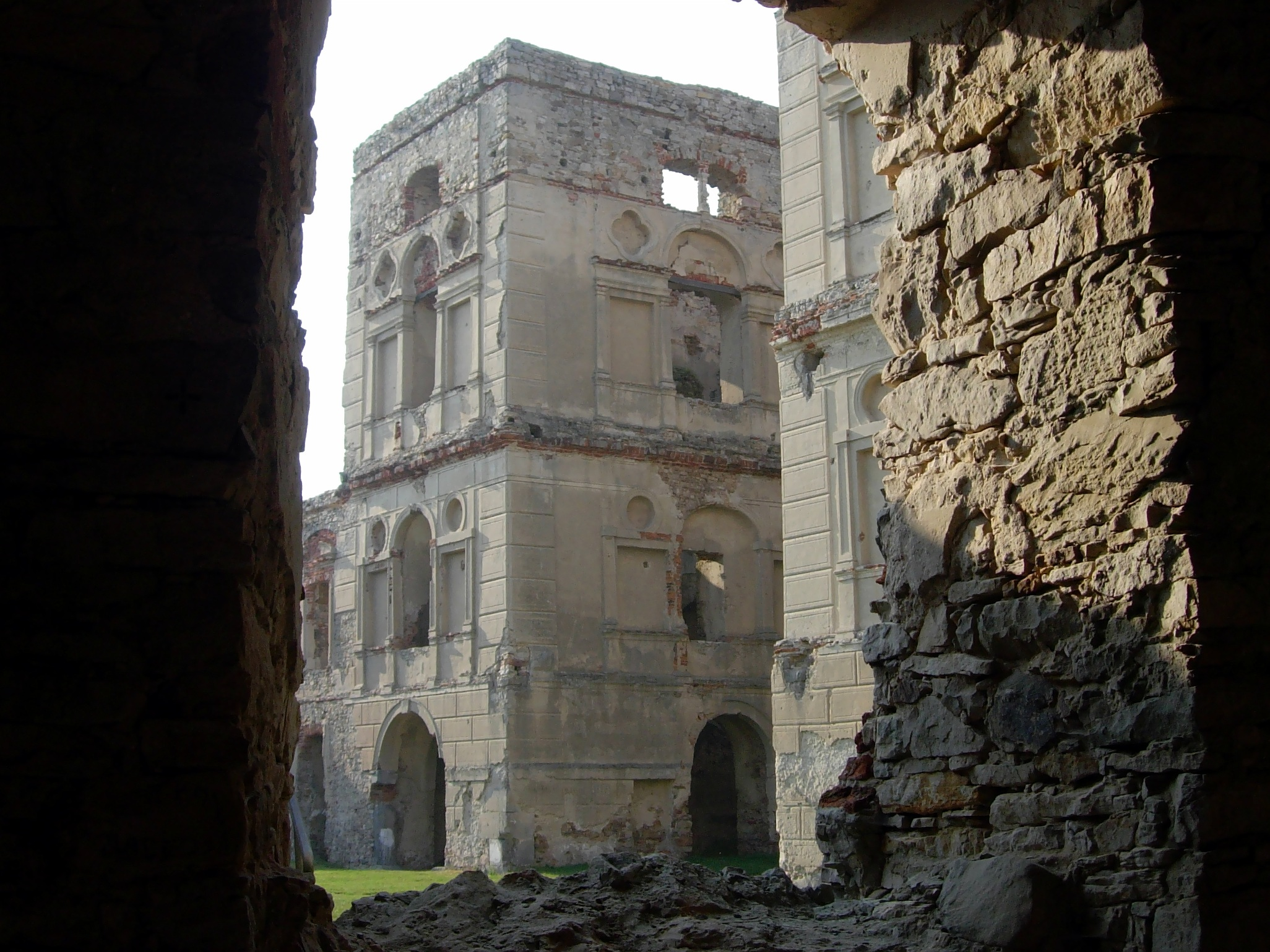
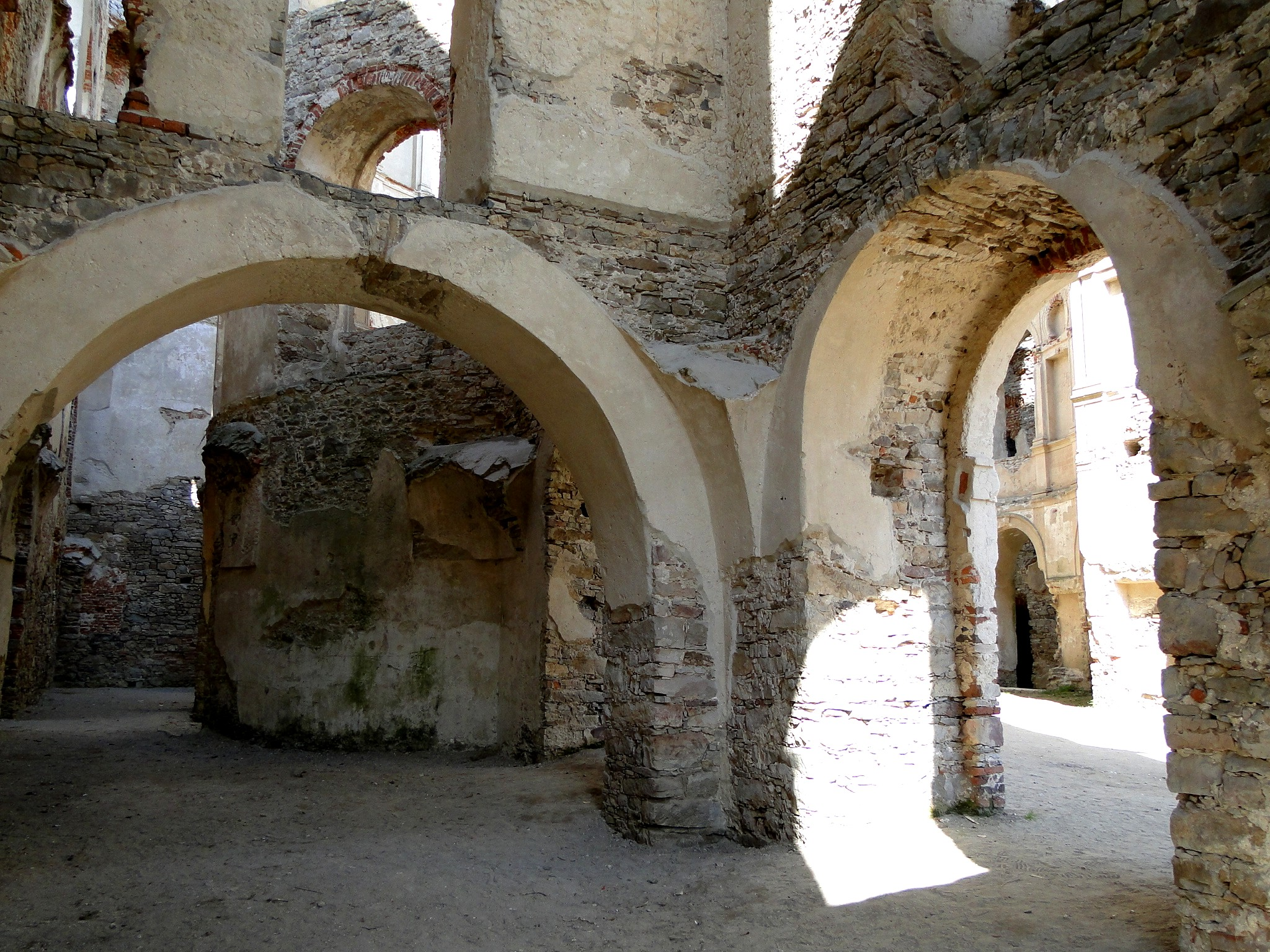
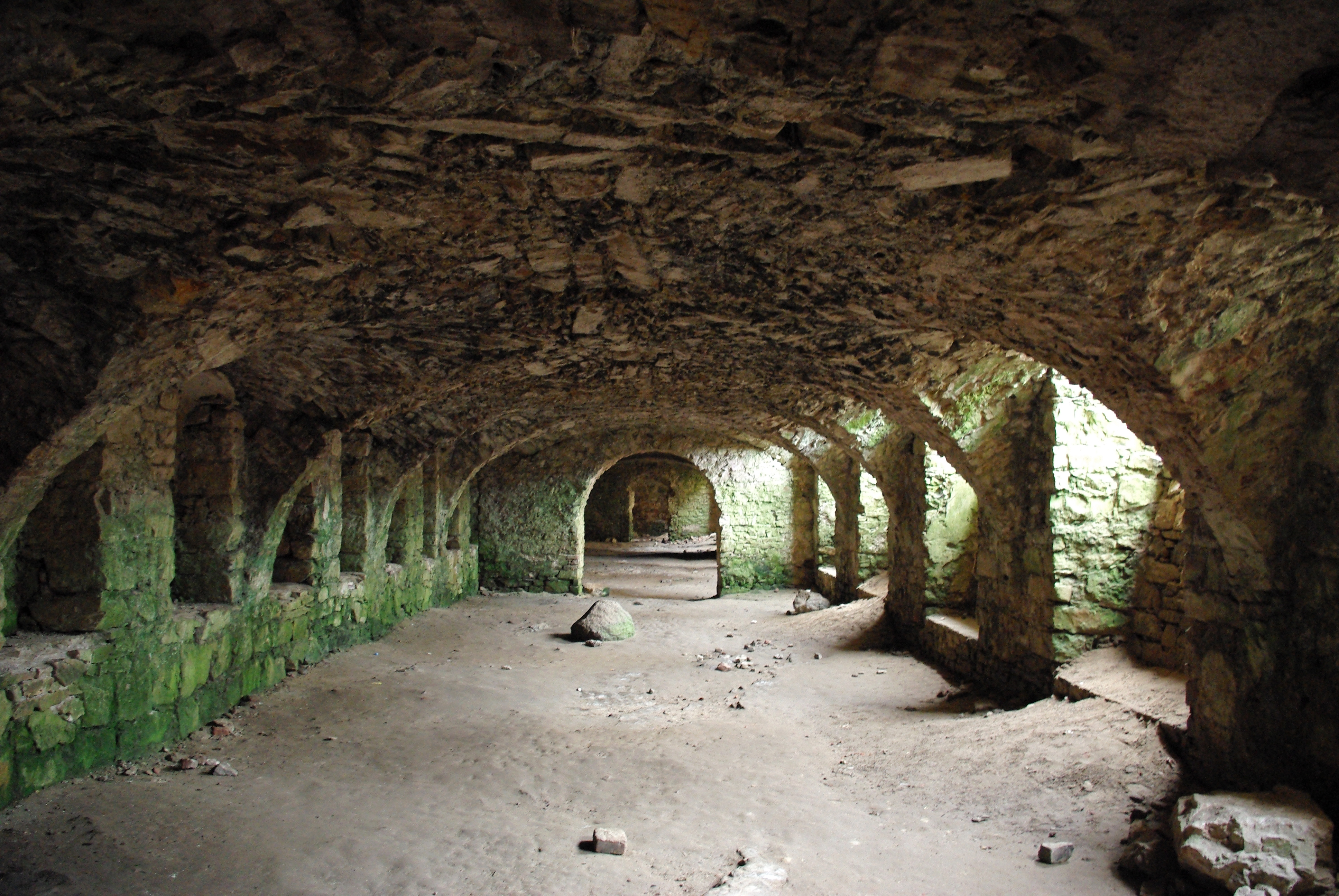